# Alamut
|  | Per a altres significats, vegeu «Alamut (desambiguació)». |

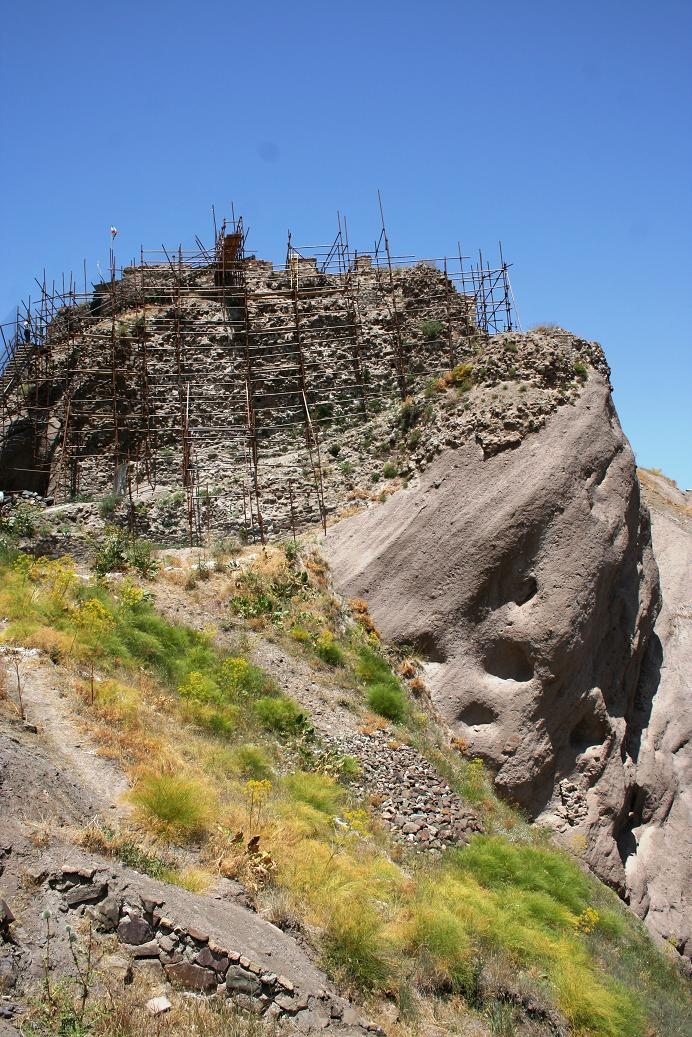
Alamut

Alamut (persa: الموت, Alamūt, 'Senyal de l'Àliga'; àrab: قلعه الموت, Qal‘at al-Mawt, 'Castell de la Mort') fou una fortalesa de muntanya avui en ruïnes l'Iran, al centre de les muntanyes Alborz al sud de la mar Càspia, propera a Gazor Khan i a dos dies i mig caminant al nord-nord-est de Qazwin, i uns 100 km de la moderna Teheran, que va donar nom a l'estat ismaïlita format per aquesta fortalesa i fins a unes 40 més. Per la fortalesa vegeu: Fortalesa d'Alamut.

## Origen
Alamut és al cim conegut com a Alah Amut. Entre les etimologies s'assenyala «Puig de l'Àliga», «Niu de l'Àliga» o «Senyal de l'Àliga». Segons la llegenda una àliga va ensenyar el lloc a un rei daylamita, que hi va fer construir una fortalesa al lloc on l'àliga (aluh) va fer el senyal (amukht). Sembla que fou vers l'any 860 quan l'alida al-Hasan al-Dai ila al-Hakk va acabar de reconstruir la fortalesa, en un cim a 2100 metres, amb un únic accés artificial per la pedra del penya-segat frontal i com a única manera d'acostar-s'hi un pendent escarpat i perillós que en feia molt difícil la conquesta. La fortalesa, que tenia el seu propi sistema de proveïment d'aigua, feia 400 metres de llargària i només 30 d'amplada.
Al-Hasan al-Sabbah, el fundador de la secta dels ismaïlites nizarites (coneguda com els Hashshashins i a Europa com «els assassins»), se'n va apoderar el 1090 i va convertir el castell en quarter general de la secta. Era quasi impossible de conquerir i va resistir tots els atacs fins que fou rendida sense lluita als mongols el 15 de desembre del 1256 (fou reconquerida efímerament el 1275 pels ismaïlites). Vint-i-tres altres fortaleses de la rodalia estaven dominades per la secta.
Sota els safàvides fou una presó. Les muralles van patir força danys en el terratrèmol del 2004.

## Estat ismaïlita

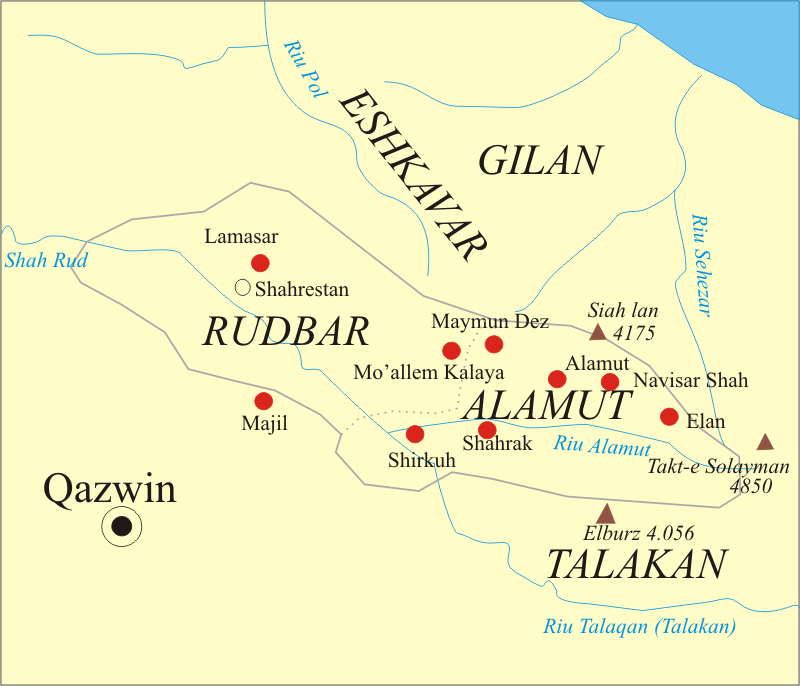
Mapa de la zona

Entre el 1090 i el 1257 fou la capital d'un estat ismaïlita (després ismaïlita nizarita) format per territoris dispersos a l'Iran i Síria. Els ismaïlites (xiïtes) s'havien revoltat a favor dels fatimites (també xiïtes) en els darrers anys del regnat de Màlik-Xah I, soldà seljúcida sunnita. L'intent dels seljúcides de recuperar-la el 1092 va fracassar. La revolta va agafar volada sobretot en el regnat del sultà Barkyaruq. Fortaleses al Kuhistan, Kumis, Fars i al-Jazira de Síria foren ocupades pels rebels.
Entre els caps rebels Attash Ahmad ibn Abd al-Malik que era el daï (missioner, en aquest cas en sentit de cap) d'Esfahan, el seu fill Ahmad ibn Attash, que va conquerir Shahidz o Shahdez (prop d'Esfahan) el 1100, i el ja esmentat Al-Hasan al-Sabbah que dominava Alamut des del 1090. A la mort de l'imam o califa fatimita al-Mustansir Abu Temim Moad d'Egipte (1035–1094) els ismaïlites iranians van donar suport al seu fill Nizar i derrotat aquest, no van voler reconèixer al-Mustali Abul Qasim Ahmed (1094–1101) i van continuar la seva revolta ara en nom de Nizar i ja no del califa fatimita; per això es van dir ismaïlites nizarites.
El sultà Muhammad ibn Malik Shah Tapar va estar a punt de posar fi a la revolta; va conquerir Shahdiz el 1107 i va assetjar Alamut durant set anys, però el sultà va morir el 1118, i els ismaïlites van tenir una treva. En aquest temps la direcció del moviment estava ja totalment en mans d'Al-Hasan al-Sabbah. L'estat el formaven 23 fortaleses del districte de Rudbar a l'entorn d'Alamut, la fortalesa de Girkudh (prop de Damghan) a la regió de Kumis, i nombroses viles i fortins al Kuhistan (al sud del Gran Khorasan). Tots els ismaïlites l'obeïen incloent els nizarites d'Egipte. De fet l'estat mai es va expandir i es va conservar de manera similar fins a la seva extinció.
La política ismaïlita consistia en l'assassinat de tots els que s'oposaven a la doctrina i dels poblacions sunnites (o fins i tot xiïtes) hostils. La reacció de l'altre bàndol era similar. L'ús de l'assassinat com a medi d'acció política va crear un terror particular. Els ismaïlites vivien dispersos entre població sunnita o xiïta on les doctrines ismaïlites eren impopulars i, per tant, havien d'actuar en la clandestinitat. Els pobles sunnites consideraven un acte pietós atacar un poblat ismaïlita i matar els seus habitants.
Quan un ismaïlita rebia l'encàrrec d'assassinat a un cap enemic, el seguia i finalment el matava de manera espectacular; això creava un estat de por, però al mateix facilitava que qualsevol mort pública fos atribuïda als ismaïlites. Se'ls donava el nom d'al-Hashishiyya perquè prenien la droga anomenada hashish (encara que això no sembla relacionat amb els assassinats sinó més aviat en la visió d'un suposat paradís que els feia desitjar la mort). El nom es va traduir a Europa com «Assassins». Fins i tot el servei d'assassins ismaïlites fou contractat per sobirans per desfer-se d'enemics.
A la mort de Sabbah el 1124 el va succeir el seu general Buzurg-Ummid. A aquest el va succeir el seu fill Muhammad el 1138. En aquests anys es va lluitar contra els sultans Sandjar i Mahmud i contra els muntanyencs rivals especialment de la zona de Qazwin. Els califes al-Mustarshid i ar-Ràixid foren obra d'ismaïlites. A Síria van aconseguir en aquest temps les fortaleses de part del Djabal Bahra (al nord del Líban) únic guany territorial rellevant de la seva història.
A Muhammad el va succeir (1162) el seu fill Hasan II, que va abandonar el títol de Daï i es va proclamar khalifa (lloctinent de l'imam amagat) o Hudjdja (8 d'agost de 1164). Va abolir la xaria xiïta per ser incompatible amb la vida al paradís a la que els ismaïlites estaven cridats. Això va provocar el trencament total amb els musulmans, i els mateixos ismaïlites s'hi van oposar i el 1166 fou assassinat, però el va succeir el seu fill Nur al-Din Muhammad II que tot i la seva joventut va imposar les idees del pare. En endavant el sobirà d'Alamut era imam alida descendent en línia directa de Nizar. Va gaudir de relativa tranquil·litat fins que al final fou atacat pel xa de Coràsmia Muhàmmad de Coràsmia. En aquest temps els ismaïlites de Síria dirigits per Rashid al-Din Sinan van gaudir pràcticament d'independència i va tractar amb Saladí, els croats, els nusayrites de la muntanya i els estats aiúbides, però a la seva mort el 1193 l'autoritat d'Alamut, mai discutida, va tornar a ser exercida amb fermesa.
Djalal al-Din Hasan III va succeir al seu pare Muhammad II el 1210 i es va declarar sunnita i va ordenar a tots els seus súbdits d'acceptar la xara i al califa an-Nàssir. Els ismaïlites el van obeir. Aliat a Muzaffar al-Din Uzbeg de l'Azerbaidjan va fer algunes petites conquestes temporals com Abhar i Zandjan però va morir el 1221 probablement enverinat i el va succeir el seu fill Muhammad III que no va acceptar la xara sunnita i encara que oficialment no es va tocar decret, la pràctica fou abandonada i es va tornar a l'aïllament. Hasan III fou el primer sobirà que es va sotmetre als mongols quan just havien passat el Oxus.
Abans de 1231 Muhammad III es va enfrontar a Djalal al-Din Manguberti. Els mongols van provar de destruir l'estat i van enviar Hulagu amb aquesta missió quan fou enviat a Pèrsia. Encara que van fracassar a Gerdkuh va ocupar totes les fortaleses del Kuhistan i Kumis. Muhammad III es negava a negociar contra el parer dels seus general i fou assassinat per un cortesà el 1255; es van fer negociacions que no van portar a res i els mongols van anar acostant-se a Alamut. El seu fill Khurshah, esperant misericòrdia, es va rendir el desembre del 1256 i els mongols van destruir Alamut (que probablement no haurien pogut conquerir); totes les fortaleses es van rendir excepte Gerdkuh i Lamasar. Les fortaleses de Síria, que es van lliurar dels mongols foren ocupades aviat per Bàybars I d'Egipte.
Khurshah fou portat a Qazwin, on va viure uns mesos, i després cridat a Mongòlia, on va anar a veure el gran kan Mongke i en la seva tornada fou executat (1257). Els ismaïlites de Kohistan, Kumis i Daylam foren massacrats. Encara que una part va sobreviure, ja no van poder reconstruir l'estat. Tot i que el 1275 els ismaïlites van recuperar Alamut, aviat la van perdre davant l'atac mongol.

## Dais de Daylam a Alamut (dais suprems ismaïlites - nizarites) (1090-1256)
- Hasan-i Sabbah (1090–1124)
- Buzurg-Ummid (1124–1138)
- Muhàmmad ibn Kiya Buzrug-Ummid (1138–1162) Muhàmmad I d'Alamut
- Hassan II d'Alamut (1162–1166)
- Muhammad II d'Alamut (1166–1210)
- Hassan III d'Alamut (1210–1221)
- Muhammad III d'Alamut (1221–1255)
- Rukn al-Din Khurshah (1255–1256)